# Bebearia makala
Bebearia makala är en fjärilsart som beskrevs av George Thomas Bethune-Baker 1908. Bebearia makala ingår i släktet Bebearia och familjen praktfjärilar. Inga underarter finns listade i Catalogue of Life.